# Електра (плеяда)
Електра (грец. Ἠλέκτρα, іноді Електріона) — у давньогрецькій міфології одна з Плеяд. Дочка Атланта і Плейони.
Кохана Зевса, яка народила від нього дітей: Дардана, засновника Троянського царства і родоначальника династії Дарданідів, Ясіона (або Еетіона). За деякими авторами, їхньою дочкою була також Гармонія, дружина Кадма, засновника Фів (за іншими авторам, Гармонія — прийомна дочка Електри). Коли Електра зазнала насильства, вона вдалася до захисту Палладія, Зевс скинув Палладія разом з Атою на землю Іліона.
Легенди про Електру приурочувалися до острова Самотракі, що отримав назву «острова Електри», де, за переказами, Зевс вступив з Електрою у зв'язок. Річка Електра була в Мессенії.
Стала зіркою, і, дивлячись на падіння Трої, зійшла з небес. Відтоді зірка ця світить слабко, оскільки Електра втратила рідне місто Трою.